# Cleidion taynguyenense
Cleidion taynguyenense är en törelväxtart som beskrevs av Thin. Cleidion taynguyenense ingår i släktet Cleidion och familjen törelväxter.
Artens utbredningsområde är Vietnam. Inga underarter finns listade i Catalogue of Life.